# Oceania Athletics Association
Die Oceania Athletic Association kurz OAA ist der Kontinentalverband der ozeanischen Leichtathletik-Landesverbände. Die OAA ist Teil von World Athletics. Derzeit hat die OAA 20 Mitglieder. Ihren Sitz hat die OAA in Australien.

## Mitglieder der OAA
| Land                               | Leichtathletik-Verband                              |
| ---------------------------------- | --------------------------------------------------- |
| Amerikanisch-Samoa                 | American Samoa Track & Field Association            |
| Australien                         | Athletics Australia                                 |
| Cookinseln                         | Athletics Cook Islands Inc.                         |
| Fidschi                            | Athletics Fiji                                      |
| Französisch-Polynesien             | Fédération d’Athlétisme de Polynésie Française      |
| Guam                               | Guam Track and Field Association                    |
| Kiribati                           | Kiribati Athletics Association                      |
| Marshallinseln                     | Marshall Islands Athletics                          |
| Föderierte Staaten von Mikronesien | Federated States of Micronesia Athletic Association |
| Nauru                              | Athletics Nauru                                     |
| Neuseeland                         | Athletics New Zealand                               |
| Nördliche Marianen                 | Northern Marianas Athletics                         |
| Norfolkinsel                       | Athletics Norfolk Island                            |
| Palau                              | Palau Track and Field Association                   |
| Papua-Neuguinea                    | Papua New Guinea Athletic Union                     |
| Salomonen                          | Athletic Solomons                                   |
| Samoa                              | Athletics Samoa                                     |
| Tonga                              | Tonga Athletic Association                          |
| Tuvalu                             | Tuvalu Athletics Association                        |
| Vanuatu                            | Vanuatu Athletics Federation                        |